# Glimmen
Glimmen est un village de la commune néerlandaise de Groningue, situé dans la province de Groningue.

## Géographie
Le village est situé sur le Drentsche Aa, en limite de la province de Drenthe, à 10 km au sud de Groningue.

## Histoire
Au cours de la Seconde Guerre mondiale, des militaires allemands enterrent 34 personnes après les avoir tuées dans la forêt d'Appèlbergen, située à l'est du village.
Glimmen faisait partie de la commune de Haren avant le 1er janvier 2019, quand celle-ci a été supprimée et rattachée à Groningue.

## Démographie
Le 1er janvier 2019, le village comptait 1 085 habitants.